# Leszek Cichy

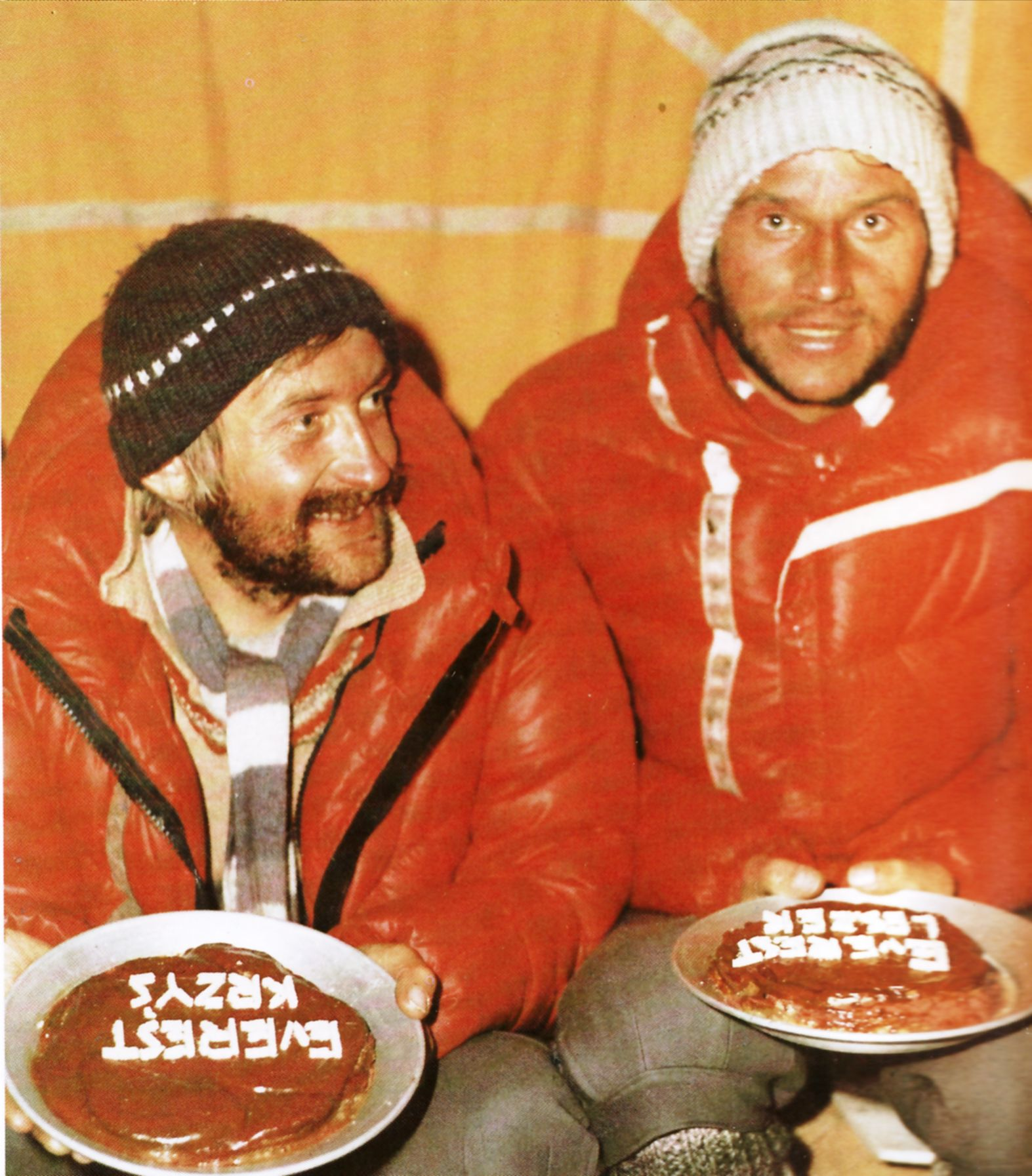
Krzysztof Wielicki i Leszek Cichy świętują w bazie pierwsze zimowe wejście na Mount Everest dokonane 17 lutego 1980

Leszek Roman Cichy (ur. 14 listopada 1951 w Pruszkowie) – polski himalaista, geodeta, od 1977 pracownik naukowy Politechniki Warszawskiej, po 1989 makler i finansista, obecnie przedsiębiorca. Dokonał wraz z Krzysztofem Wielickim przełomowego pierwszego zimowego wejścia na Mount Everest.
Absolwent XXXIX Liceum Ogólnokształcącego im. Lotnictwa Polskiego w Warszawie. Wspina się od 1969, dużo w sezonach zimowych w Tatrach (np. na Małym Kieżmarskim Szczycie) i Alpach (np. Filarem Frêney na Mont Blanc czy północną ścianą Matterhornu).

## Himalaje, Karakorum, Korona Ziemi
- 1974 – pierwsze wejście na Shispare (7611 m),
- 1975 – trzecie wejście na Gaszerbrum II (8035 m) (ówczesny polski rekord wysokości i pierwszy ośmiotysięcznik z listy czternastu najwyższych, zdobyty przez Polaków), z Januszem Onyszkiewiczem i Krzysztofem Zdzitowieckim nową drogą północno-zachodnią ścianą[2],
- 1976 – pierwsza, polska wyprawa na K2 (8611 m), pod kierownictwem Janusza Kurczaba, dojście do wysokości 8230 m, najwyższej osiągniętej na nowej drodze filarem północno-wschodnim[2],
- 1978 – uczestnictwo w wyprawie na Makalu (8470 m), dojście do wysokości 7400 m, najwyższej osiągniętej[3],
- 17 lutego 1980 – pierwsze wejście zimowe na Mount Everest (8848 m) wspólnie z Krzysztofem Wielickim – światowy rekord wysokości w alpinizmie zimowym, wyprawa pod kierownictwem Andrzeja Zawady,
- 1982 – K2, wyprawa pod kierownictwem Janusza Kurczaba, dochodzi najwyżej, do wysokości 8250 m[4].
- 1984 – nowa droga na Yalung Kang (Kanczendzongę Zachodnią, 8505 m),
- 1984 – wejście na Elbrus (5642 m),
- 1987 – Aconcagua (6960 m), nową drogą – południową ścianą (wraz z Ryszardem Kołakowskim),
- 1987 – K2, pierwsza w historii, zimowa wyprawa na K2, pod kierownictwem Andrzeja Zawady, wraz z Krzysztofem Wielickim dochodzi najwyżej, do wysokości 7300 m[4],
- 1988 – Lhotse (8501 m), zimowa, polsko-belgijska wyprawa pod kierownictwem Andrzeja Zawady, w samotnym ataku szczyt zdobywa Krzysztof Wielicki[5],
- 1989 – Denali (McKinley), pierwsze polskie wejście środkiem południowej ściany Filarem Cassina,
- 1998 – Mount Vinson, Antarktyda, drugie polskie wejście, z Markiem Kamińskim
- 1998 - Kilimandżaro, Tanzania, z Markiem Kamińskim
- 1998 - Góra Kościuszki, Australia, z Markiem Kamińskim
- 1999 – Piramida Carstensz, Nowa Gwinea[6],
- 2005 – K2 (8611 m), wraz z Anną Czerwińską i Dariuszem Załuskim dotarł do wysokości 7850 m[7].

Jako pierwszy Polak skompletował do 1999 roku Koronę Ziemi: z Górą Kościuszki, Piramidą Carstensza, Elbrusem i Mont Blanc.

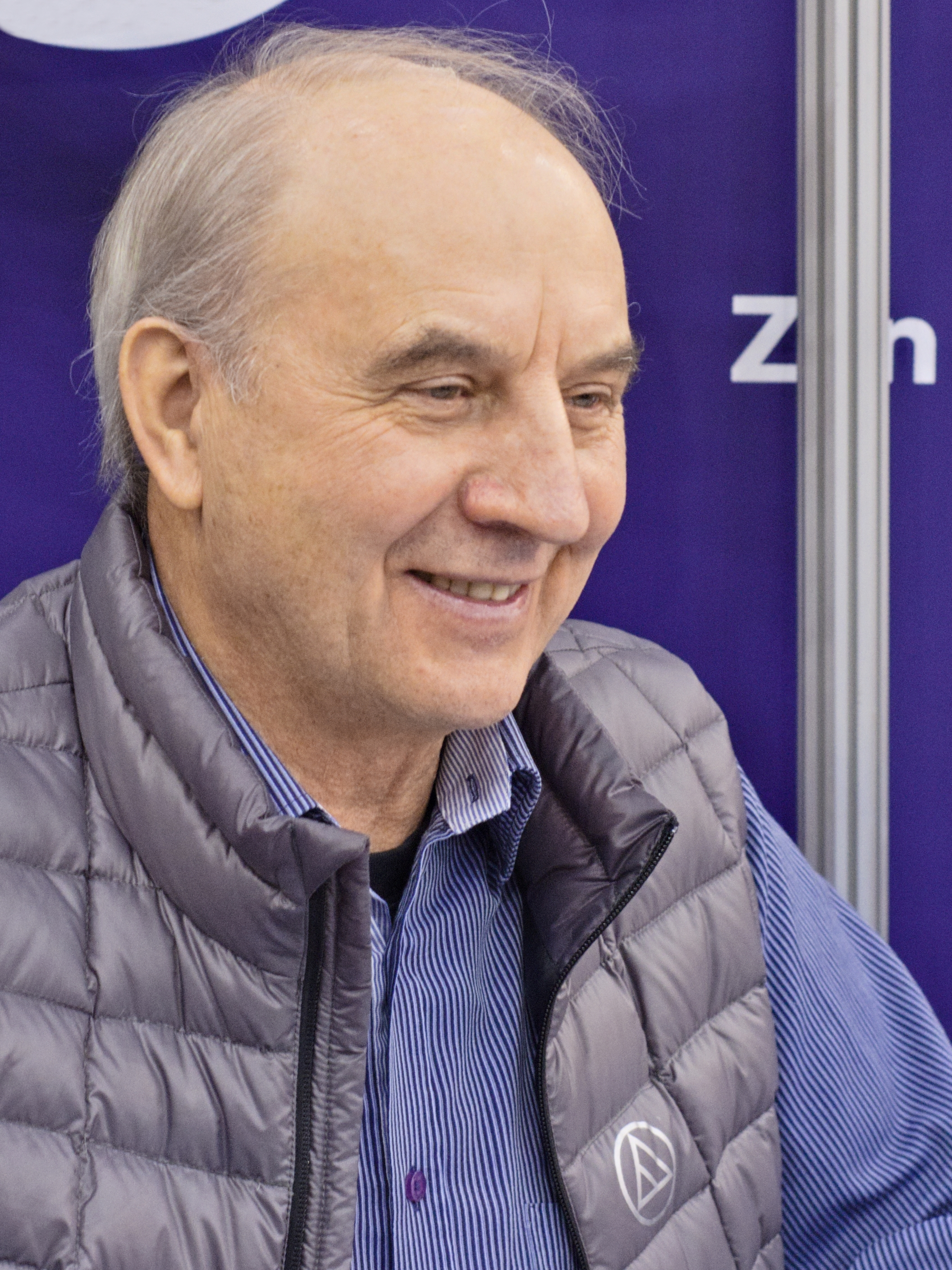
Leszek Cichy (2019)

Jest współautorem licznych artykułów w prasie górskiej. Od 1970 należał do organizacji sportowych, w latach 1995–1999 był prezesem Polskiego Związku Alpinizmu.
W 1999 roku został uhonorowany Kolosem w kategorii alpinizm - nagrodą przyznawaną podczas Ogólnopolskich Spotkań Podróżników, Żeglarzy i Alpinistów w Gdyni. Ponadto od 2000 roku jest członkiem Kapituły Kolosów.

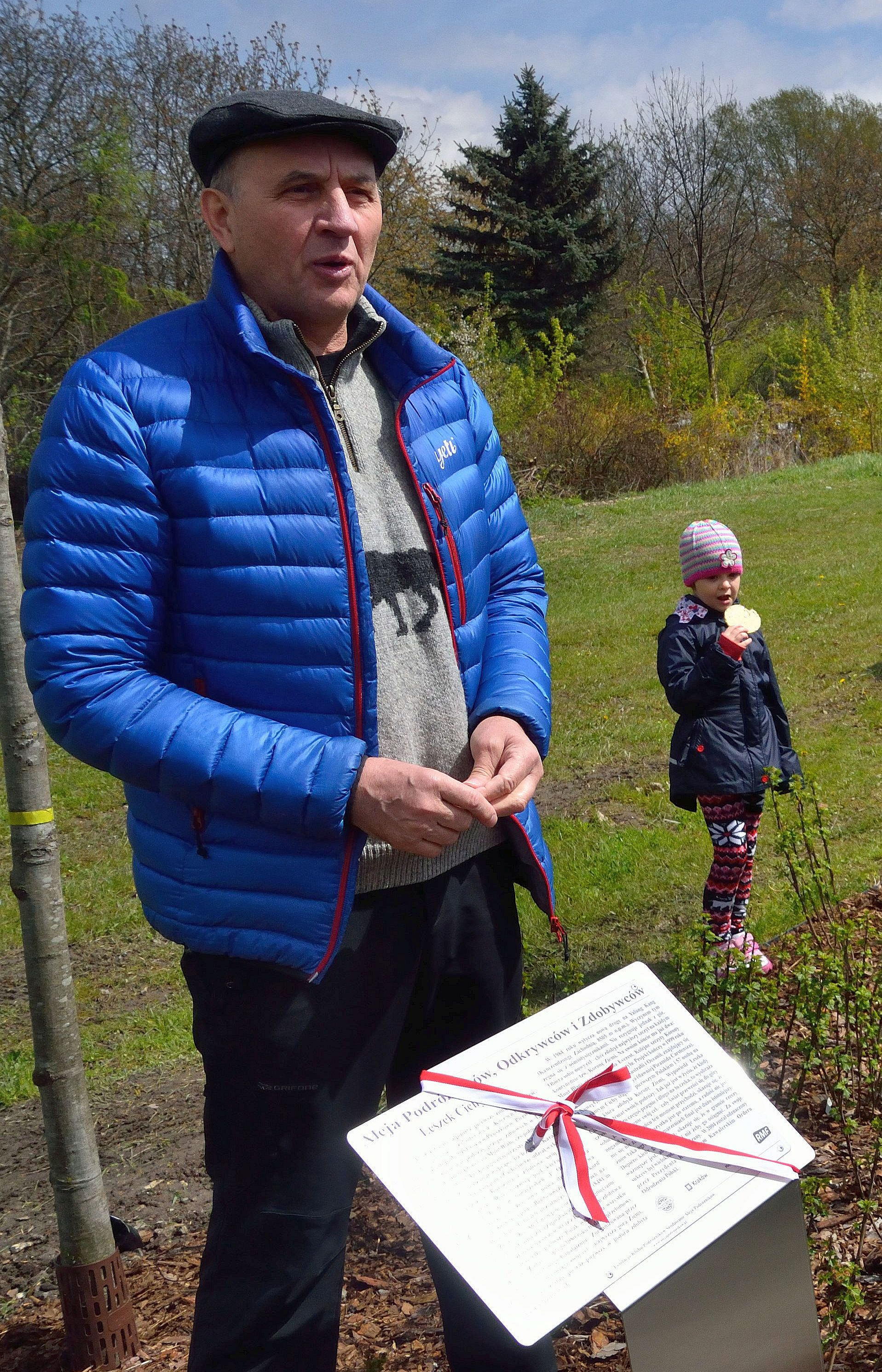
Leszek Cichy uhonorowany w Alei Podróżników w Krakowie (2017)

Postanowieniem Prezydenta RP Aleksandra Kwaśniewskiego z 9 grudnia 2003 został odznaczony Krzyżem Kawalerskim Orderu Odrodzenia Polski za wybitne zasługi dla polskiego taternictwa i alpinizmu, za popularyzowanie sportu wspinaczkowego.

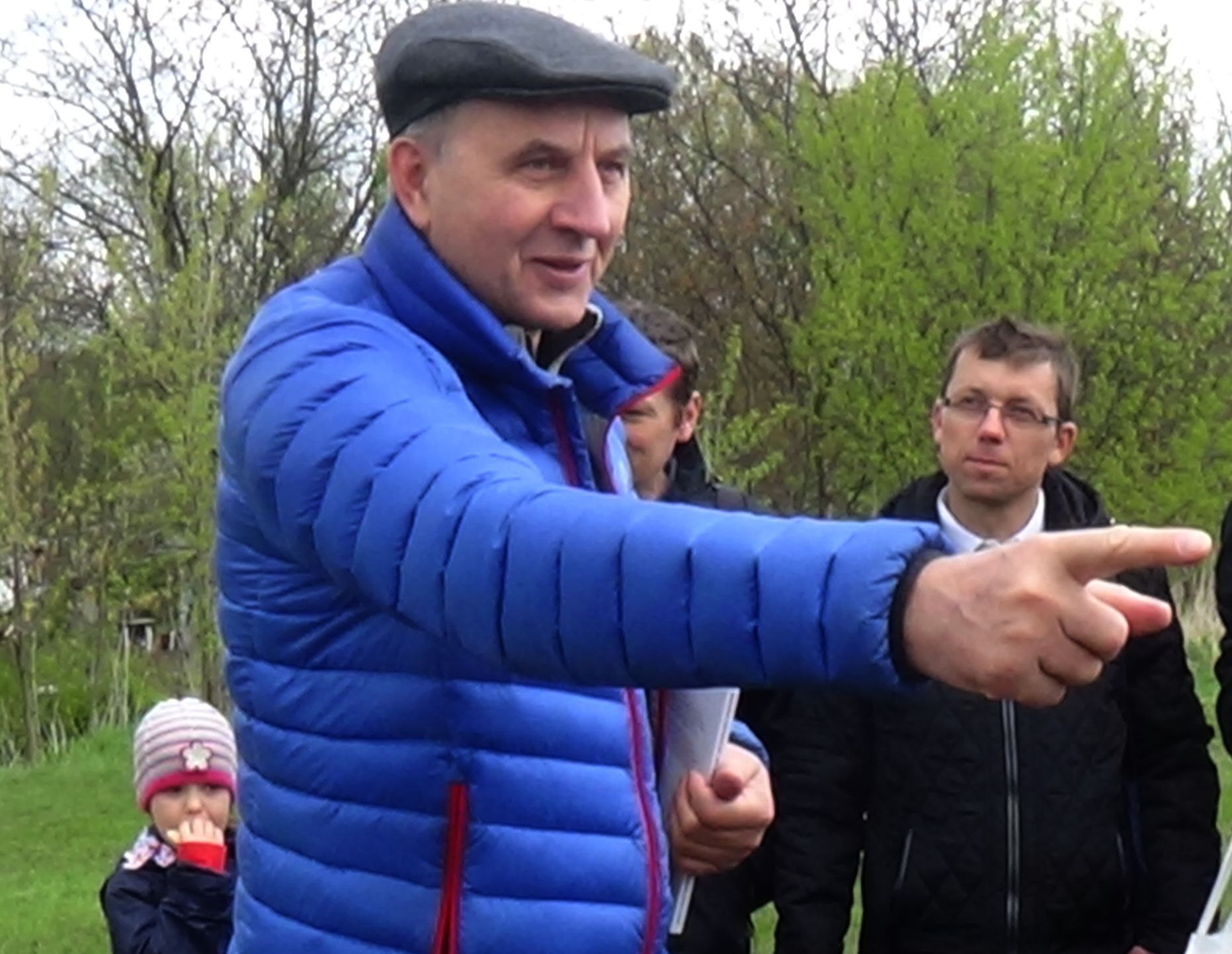
Leszek Cichy na otwarciu Alei Podróżników w Krakowie (2017)

## Książki
Leszek Cichy jest współautorem kilku książek:
- „Gdyby to nie był Everest...”, Wydawnictwo Literackie, Kraków 2020 (wraz z Piotrem Trybalskim)
- „Trzy bieguny. Dotknąć niemożliwego”, Znak, Kraków 2019 (wraz z Julią Hamerą i Markiem Kamińskim)
- „Przesunąć granice. Człowiek wobec wyzwania”, Wydawnictwo RTCK, 2019 (wraz z Markiem Kamińskim)
- „Rozmowy o Evereście”, Młodzieżowa Agencja Wydawnicza, 1982 (wraz z Krzysztofem Wielickim i Jackiem Żakowskim) - w 2020 roku nakładem wydawnictwa Agora ukazało się nowe wydanie, które zostało wzbogacone o rozdział opisujący powrót całej trójki na Mount Everest po 40 latach od zdobycia